# Лорето (регион)
Лорѐто (на испански: Loreto) е един от 25-те региона на южноамериканската държава Перу. Разположен е в североизточната част на страната. Лорето е най-големият регион по площ в Перу и най-малко заселеният. Намира се в Амазонската джунгла. Лорето е с площ от 368 851,95 км². Регионът има население от 883 510 жители (по преброяване от октомври 2017 г.).

## Провинции
Лорето е разделен на 7 провинции, които са съставени от 51 района. Някои от провинциите са:
1. Датем дел Мараньон
2. Лорето